# Trestní právo daňové
Trestní právo daňové je podoborem trestního práva, které se zabývá trestním postihem závažných porušení předpisů daňového práva.
V České republice není trestní právo daňové kodifikováno v samostatném zákoně, ale normy trestního práva daňového jsou obsaženy v trestním zákoníku. Mezi trestné činy daňové lze v České republice zařadit zejména následující trestné činy: „Zkrácení daně, poplatku a podobné povinné platby“, „Neodvedení daně, pojistného na sociální zabezpečení a podobné povinné platby“, „Nesplnění oznamovací povinnosti v daňovém řízení“, „Porušení předpisů o nálepkách a jiných předmětech k označení zboží“ a „Padělání a pozměnění předmětů k označení zboží pro daňové účely a předmětů dokazujících splnění poplatkové povinnosti.“
V některých zemích je trestní právo daňové obsaženo v samostatných zákonech – např. v Argentině (Ley Penal Trbutaria).